# Administração Militar na Polônia
```
   |-
       |
Erro:
:  
valor não especificado para "
nome_comum
"

   |-
       | 
Erro:
:  
valor não especificado para "
continente
"
```

A Administração Militar na Polônia (em alemão:  Militärverwaltung in Polen) refere-se às autoridades de ocupação militar estabelecidas no breve período durante e imediatamente após a invasão alemã da Polônia (1 de setembro a 6 de outubro de 1939), em que os territórios polacos ocupados foram administrados pelos militares alemães (Wehrmacht) em oposição à posterior administração civil e ao Governo Geral.

## Administração Militar
A maioria dos lugares ocupados tinha alguma administração polaca, muitas vezes ad hoc, criada após a evacuação do pessoal oficial. Estes seriam rapidamente dissolvidos pelos alemães, e o controle temporário sobre esses territórios seria entregue aos Comandantes Militares da Retaguarda (Korück). Oficiais civis (Landrat) foram rapidamente designados para governar os powiat poloneses ou grupos deles; nas cidades e vilas ocidentais os alemães foram nomeados prefeitos e vogts, nas cidades centrais e orientais os poloneses foram aceitos. 
Adolf Hitler emitiu as primeiras instruções sobre a administração da ocupação em 8 de setembro.  Nos dias 8 e 13 de setembro de 1939, o distrito militar alemão na área de Posen, comandado pelo general Alfred von Vollard-Bockelberg, e a Prússia Ocidental, comandada pelo general Walter Heitz, foram estabelecidas na Grande Polônia e na Pomerélia conquistadas, respectivamente. Com base nas leis de 21 de maio de 1935 e 1 de junho de 1938, os militares alemães delegaram poderes administrativos civis aos Chefes da Administração Civil (CdZ). Hitler nomeou Arthur Greiser para se tornar o CdZ do distrito militar de Posen, e o Gauleiter Albert Forster de Danzig para se tornar o CdZ do distrito militar da Prússia Ocidental. Em 3 de outubro de 1939, os distritos militares centralizados e denominados "Łódź" e "Krakau (Cracóvia)" foram criados sob o comando dos grandes generais Gerd von Rundstedt e Wilhelm List, e Hitler nomeou Hans Frank e Arthur Seyß-Inquart como chefes civis, respectivamente.  Assim, toda a Polônia ocupada foi dividida em quatro distritos militares (Prússia Ocidental, Posen, Lodz e Krakau).  Frank foi ao mesmo tempo nomeado "Administrador-Chefe Supremo" para todos os territórios ocupados. 

## Transição
Um decreto emitido por Hitler em 8 de Outubro de 1939 previa a anexação das áreas ocidentais da Polônia e da Cidade Livre de Danzig.  Um estatuto separado estipulou a inclusão da área ao redor de Suwalki (o triângulo de Suwalki).   O restante bloco de território permaneceu sob ocupação militar até ser decretado por Hitler em 12 de outubro para estabelecer o Governo Geral, que entrou em vigor em 26 de outubro. 